# Filetour (malware)
Filetour es un paquete de adware para sistemas Windows, usado por diferentes plataformas rusas de pago por instalación como MoneyInst y InstallRed.  A veces también es usado para distribuir malware (Ej. Stantinko) y software potencialmente no deseado. Básicamente, es un programa de descarga altamente empaquetado y ofuscado que una vez iniciado, se pone en contacto con un dominio en particular, descargará una lista de URL, descargará los archivos correspondientes y finalmente instalará todos los componentes. Casi siempre instala aplicaciones escritos para las víctimas rusas y por tanto los literales suelen estar escritos en ruso.
Por lo general, el programa se propaga a través de paquetes de software gratuitos, típicamente disfrazado de software pirata de programas de pago.
FileTour ha evolucionado a lo largo del tiempo. Por ejemplo ha agregado persistencia a su comportamiento creando varios archivos por lotes que se ejecutan mediante tareas programadas al iniciar sesión y cada 3 horas a partir de entonces. También ha introducido características para usar el navegador para minar criptomonedas.

## Introducción de adware
El programa una vez instalado se integra con todos los navegadores populares como Chrome, Firefox, Explorer, Opera, etc. y fuerza al navegador a generar cientos de anuncios en la pantalla del usuario cada vez que el empieza una sesión de navegación. La idea principal detrás de esta actividad es alentar a los usuarios a hacer clic en los anuncios, ventanas emergentes, pancartas y enlaces que se muestran porque de esta manera el adware puede generar ingresos para sus desarrolladores a través de modelos publicitarios populares como pago por click. Del mismo modo, FileTour Adware genera beneficios para sus desarrolladores al redirigir a los usuarios web a comerciales patrocinados y exponerlos a anuncios pagados. Este método de publicidad agresiva en realidad no viola ninguna ley y, por lo tanto, no se considera ilegal en la mayoría de los casos. Sin embargo, es muy molesto para el usuario.